# R-5 (航空機・日本)
石川島 R-5
- 用途：練習機
- 設計者：中川守之
- 製造者：石川島飛行機
- 運用者

  - 大日本帝国陸軍
  - 日本学生航空連盟
- 生産数：2機
- 運用状況：退役

R-5は、日本の石川島飛行機が製造した練習機。機体名の「R」は「練習機」の略。

## 概要
1930年（昭和5年）、石川島は吉原四郎技師の指導のもと中川守之技師を設計主務者として、陸軍向けの練習機の開発を開始した。設計は1932年（昭和7年）2月に完了、1933年（昭和8年）8月には試作一号機が、続いて二号機が完成した。社内試験飛行の後に陸軍による審査を受け、高い性能を持つことが認められたが、搭載するシラス・ハーメスエンジンの不調から不採用となった。
その後、2機の試作機はR-3に代わる日本学生航空連盟（学連）の練習機となり、長期に渡って使用された。1936年（昭和11年）の9月から10月にかけては関西学院と慶應義塾大学のパイロットによって第二回訪満使節親善飛行を行い、道中でデモ飛行を行いながら東京 - 新京間を往復している。
機体は鋼管製骨組の胴体、木製骨組の主翼に羽布張りの複葉機で、主翼は合板整形されている。降着装置は固定脚。R-3の近代化型と言える設計の機体で、軽量かつ操縦性・安定性・耐久性に優れており、高等曲技飛行も可能だった。また、2機のうち1機は金属製プロペラを、もう1機は木製プロペラを装備していた。

## 諸元
- 全長：7.17 m
- 全幅：9.55 m
- 全高：2.54 m
- 主翼面積：11.75 m2（上翼）、7.25 m2（下翼）
- 自重：537 kg
- 全備重量：777 kg
- エンジン：石川島/シラス ハーメスMk.IV 空冷倒立直列4気筒（離昇135 hp） × 1
- 最大速度：185 km/h
- 巡航速度：148 km/h
- 実用上昇限度：4,000 m
- 航続距離：480 km
- 乗員：2名